# Арди, Жан (скульптор)
Жан Арди (фр. Jean Hardy; 1653[…], Нанси — 14 января 1737, Версаль) — французский скульптор и медальер.

## Биография
Родился в 1653 году в Нанси. В 1688 году был принят в Королевскую академию живописи и скульптуры. Много работал над украшением королевских садов и парков Версаля, где несколько его скульптурных работ сохранились до наших дней.
Также работал по заказам принцев Конде — младшей ветви французской королевской династии Бурбонов — над украшением парка их резиденции замка Шантийи.
Помимо собственно парковой скульптуры, выполнял также скульптуры для фонтанов.
Также резал памятные медали, выполнял рельефы, работал по заказам частных лиц.
По меньшей мере две работы Арди хранятся в собрании Лувра.
Скончался Арди в 1737 году в Версале.

## Галерея

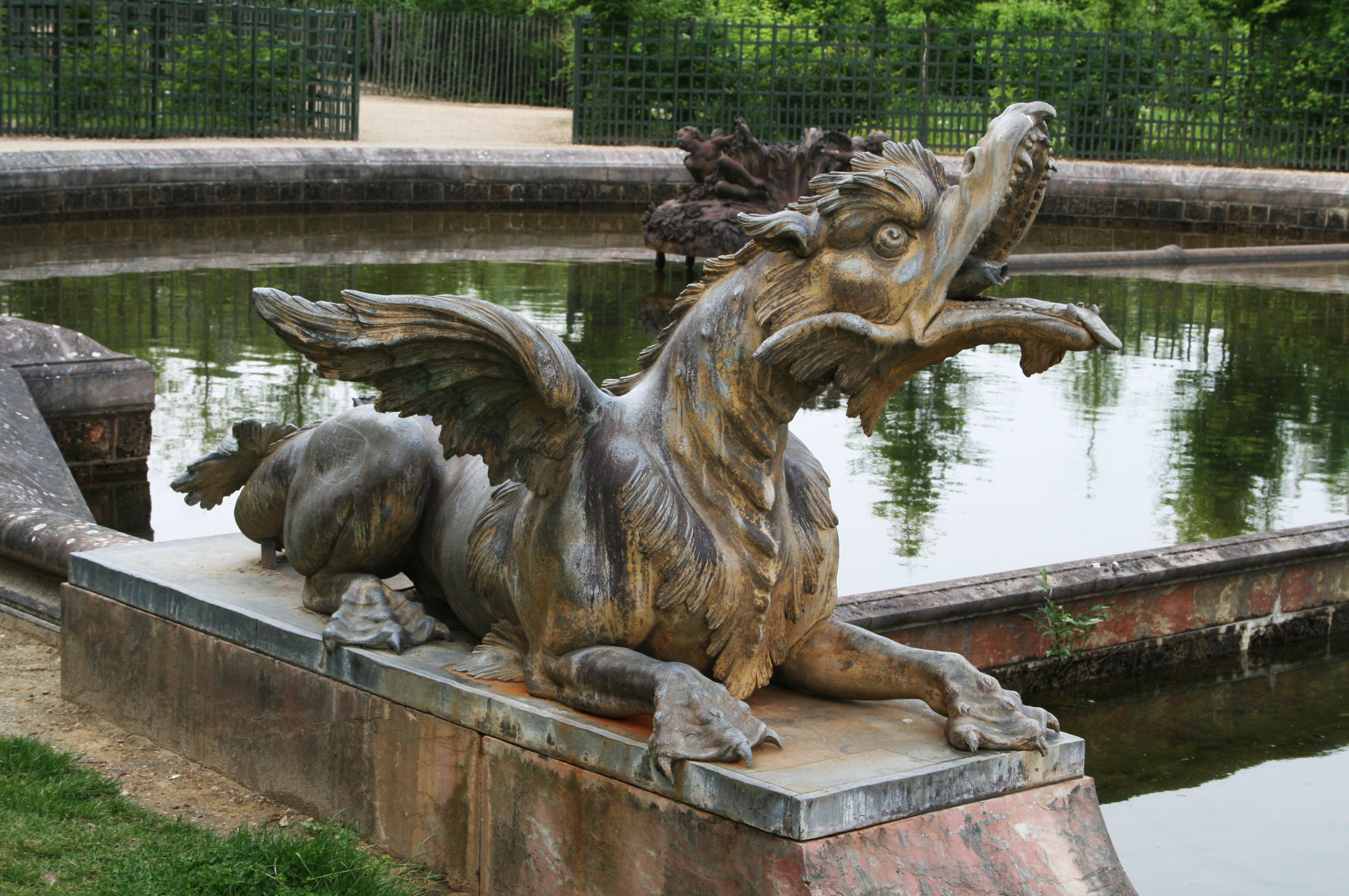
Фигура дракона в одном из фонтанов Версаля
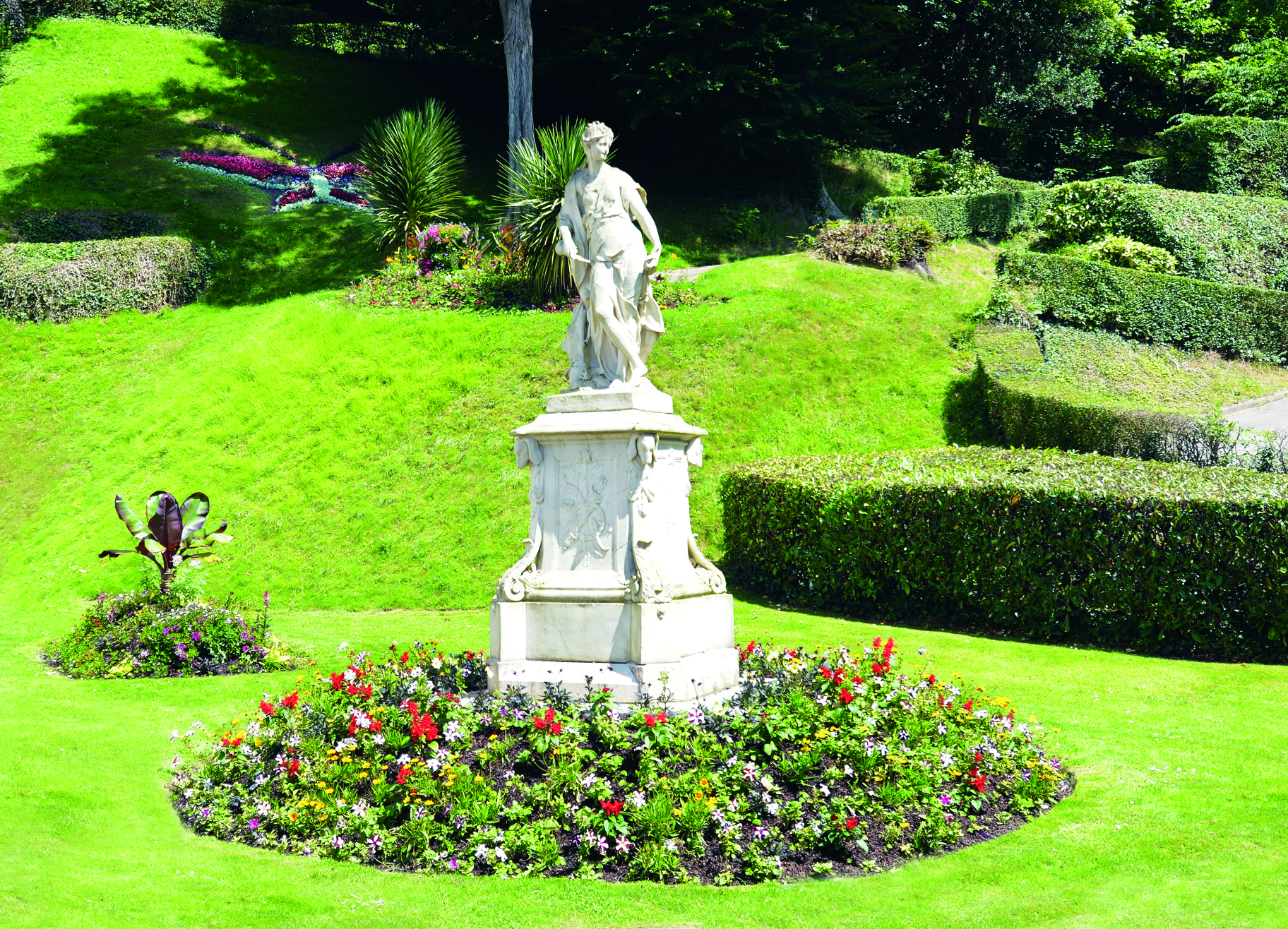
Статуя Дианы. Город Больбек, Нормандия
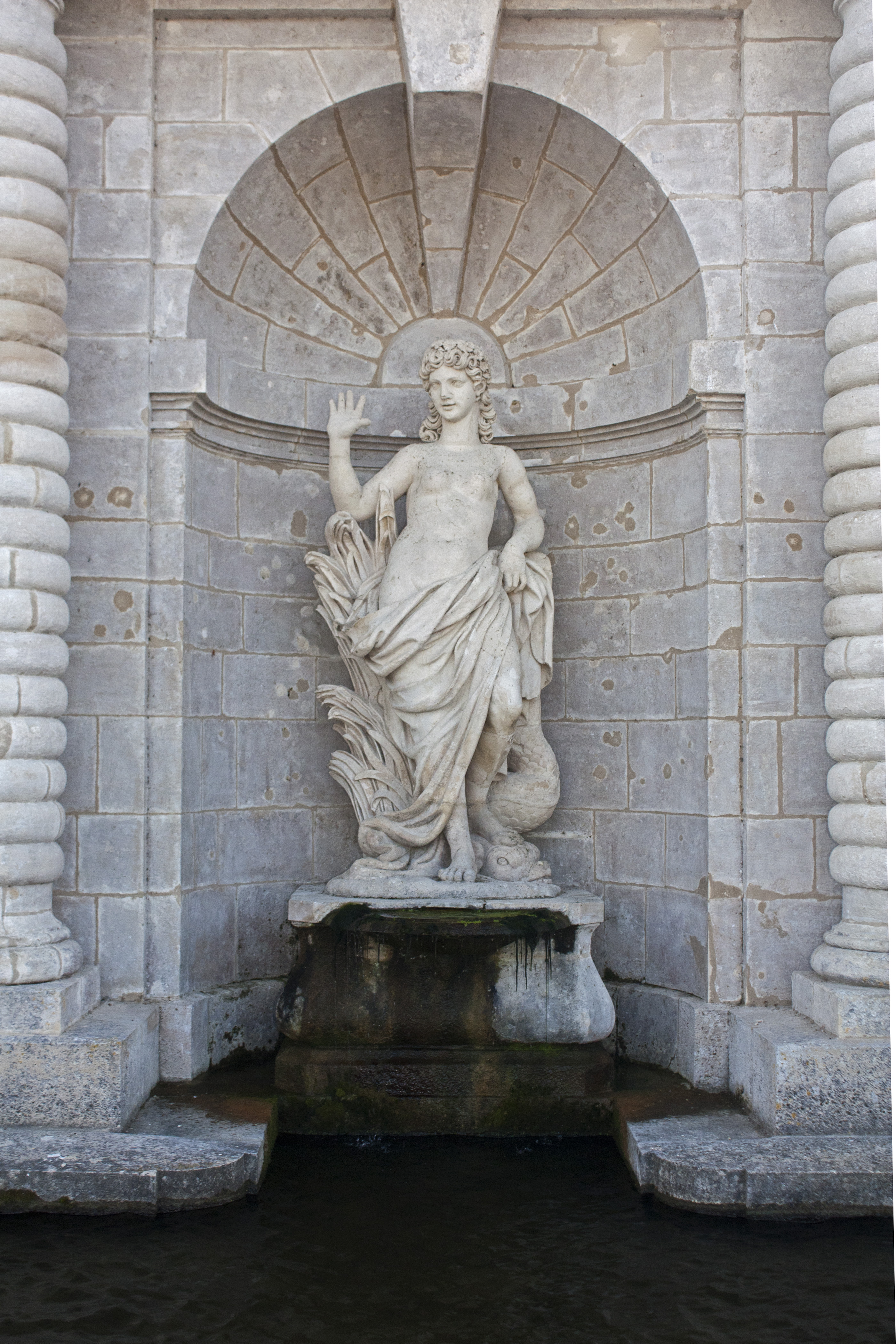
Галатея. Скульптурное оформление фонтана в замке Шантийи
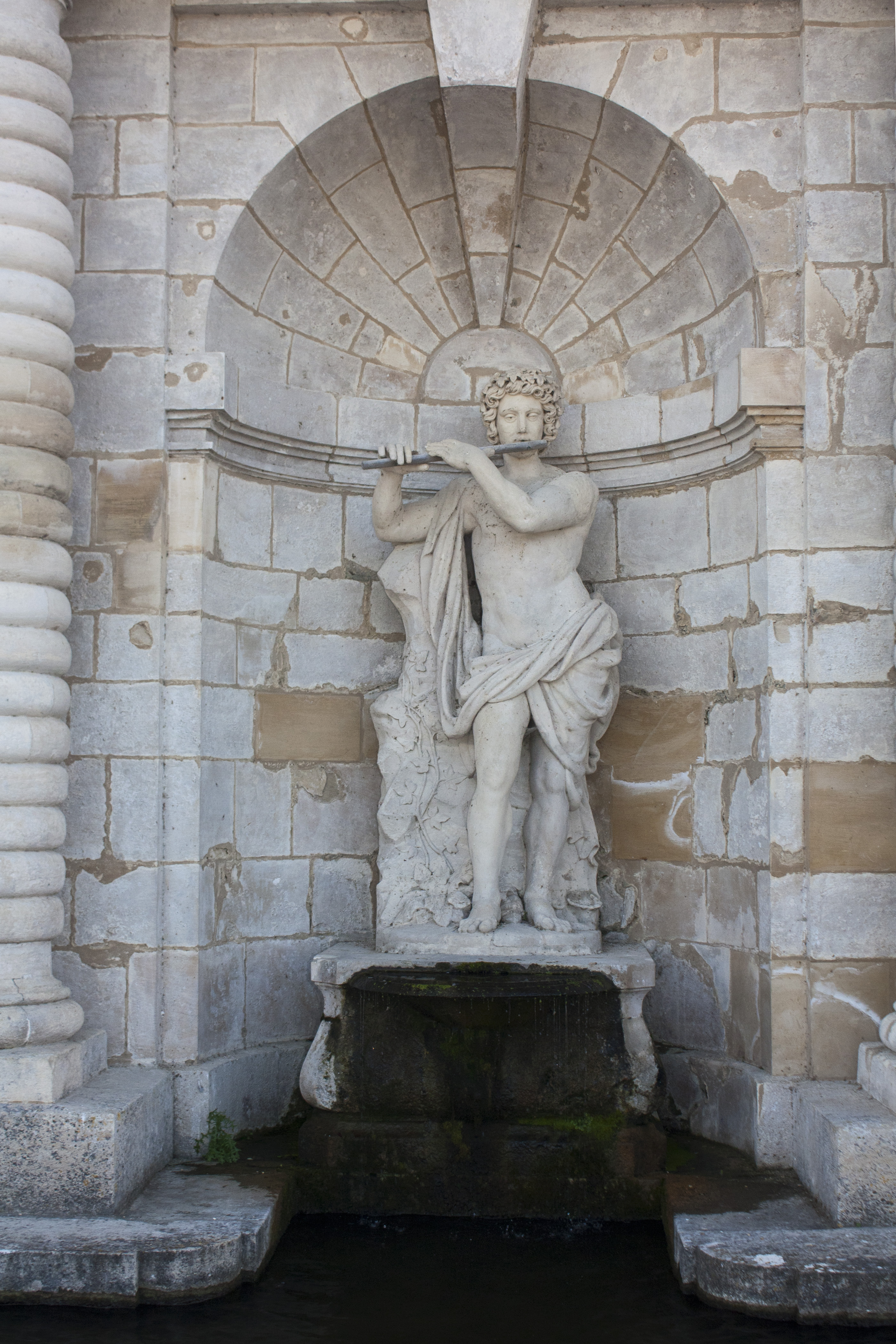
Ацис. Скульптурное оформление фонтана в замке Шантийи